# Призвание: о выборе, долге и нейрохирургии
Призвание: о выборе, долге и нейрохирургии (англ. Admissions: A Life in Brain Surgery. Weidenfeld & Nicolson) — вторая часть мемуаров (первая часть носит название «Не навреди») известного британского нейрохирурга Генри Марша, переведённая на более чем 10 языков мира. Первоначально была опубликована в 2017 году и вошла в шорт-листы премий Wellcome Book Prize и Costa Book Awards, а также была признана бестселлером по версии газеты Sunday Times.

## Содержание
Доктор Марш уходит на заслуженный отдых. Казалось бы, теперь самая большая любовь его жизни — нейрохирургия — не будет отнимать у него большую часть времени, и он сможет наконец посвятить себя обыденным делам, которыми обычно занимаются люди на пенсии — привести в порядок дом (который он совсем недавно приобрёл), заняться садом и неспешно прогуливаться по берегам Темзы. 
Но Генри Марш не может усидеть на месте и отправляется в путешествие в Непал, где он сталкивается с культурой, сильно отличающейся от британской модели взаимоотношений врач-пациент, сложными и интересными с профессиональной точки зрения клиническими случаями. Он старается найти гармонию в хаосе и быть максимально полезным местным жителям.
Перед своим следующим путешествием нейрохирург оказывается в одном из крупных центров нейрохирургии в Хьюстоне, где описывает часть пути, который проходит будущий нейрохирург на пути к становлению в профессии, указывая на проблемы американской медицины.
После поездки в Непал и США Марш отправляется на помощь к своему давнему коллеге на Украину, где вносит свой вклад в образование молодых врачей и расширение методологии операций. Однако, по его мнению, терпит там настоящее фиаско.

## Награды
- Премия Wellcome Book Prize (шорт-лист): «Призвание» вошло в шорт-лист престижной премии Wellcome Book Prize в 2019 году. Эта премия отмечает книги, посвящённые темам здоровья и медицины.[1]]
- Премия Costa Book Awards (шорт-лист): «Призвание» вошло в шорт-лист премии Costa Book Awards в категории «Биография» в 2018 году.[2]
- Бестселлер Sunday Times: Книга была бестселлером Sunday Times в Великобритании.

## Мнения критиков
«Еще одна вдумчивая, болезненная, совершенно увлекательная смесь практической нейрохирургии с сострадательным взглядом хирурга-трудоголика на медицину во всем мире и его собственные ограничения. Читатели надеются, что в работе находится и третий том.»
«„ПРИЗВАНИЕ“ — захватывающее чтение. Это не обязательно радостная книга, хотя она полна богатого опыта и наблюдений. Её рассказ о жизни Марша, его служении, операциях и печалях, а также об удовлетворении, — увлекательное чтение и завораживающее окно в мир профессии, о которой многие из нас (если мы не нейрохирурги) знают очень мало.».
«Книга „Не навреди“ откровенная и нежная, стала одним из самых выдающихся произведений, написанных врачом… Следующая книга тоже не разочаровала. Свободомыслящий врач снова с нами — ещё более вспыльчивый и резкий. Он снова рассказывает волнующие истории об опасных операциях на пока ещё не завоёванном рубеже медицины, переплетающиеся с его собственными воспоминаниями. Марш великолепен — мастер чёрного как смола бесстрастного юмора»
«В „Призвании“ есть что-то прощальное, остроумное название для книги, в которой смешиваются исследования случаев с исповедями. Она элегическая, но неизменно развлекательная.» .
«Многие из нас видят хирургов как богов — они могут творить чудеса, и мы вверяем свои жизни в их руки. „Призвание“ напоминает нам, что они всего лишь люди — и смертны.»